# Jambangan (Papar)
Jambangan is een bestuurslaag in het regentschap Kediri van de provincie Oost-Java, Indonesië. Jambangan telt 1260 inwoners (volkstelling 2010).